# Bei Shaolin
Bei Shaolin (北少林, Shaolin del nord, Bak Siulam in cantonese) può riferirsi o al famoso tempio del Sōngshān, in Henan (il tempio Shàolín-sì), oppure ad un presunto tempio che sarebbe sorto alle pendici del Panshan in Hebei, nella contea di Jixian; dell'esistenza di questo secondo tempio rimane solo una pagoda e sono in molti a ritenere che non sia mai esistito. 
Ma Bei Shaolin è anche una abbreviazione di Bei Shaolinquan (北少林拳, Pugilato Shaolin del Nord) che è un termine molto utilizzato nelle arti marziali cinesi. Oltre ad indicare l'insieme di pugilati del nord della Cina, esso è utilizzato come nome da alcuni stili:

## Il Bei shaolin di Gu Ruzhang (Ku Yu Cheung, 顾汝章)
Anche chiamato Bei Shaolinmen.
Questo stile è il risultato delle molteplici esperienze di Gu Ruzhang.
Il cuore dello stile è rappresentato da 10 Taolu appresi da Gu da Yan Yunqi (嚴蘊齊) in Shandong, che chiamava il proprio stile familiare Shaolinquan.
Il maestro Chin Kam, allievo di Gu Ruzhang, è convinto che esso è una variante dello stile Chaquan, anche se la maggior parte dei praticanti lo riconduce al tempio Shaolin del Songshan.
- i dieci Taolu

|                      | Lingua cinese | Pinyin       | Lingua cantonese | Ordine di apprendimento |  |
| -------------------- | ------------- | ------------ | ---------------- | ----------------------- |  |
| Aprire la porta      | 開門          | Kāi Mén      | Hoy Moon         | 6                       |  |
| Condurre il cammino  | 領路          | Lǐng Lù      | Leng Lo          | 7                       |  |
| Il cavallo seduto    | 坐馬          | Zuò Mǎ       | Jo Ma            | 8                       |  |
| Trafiggere il cuore  | 穿心          | Chuān Xīn    | ChunSam          | 4                       |  |
| Abilità marziale     | 武藝          | Wǔ Yì        | Mong I           | 3                       |  |
| Colpire vicino       | 短打          | Duǎn Dǎ      | Tun Da           | 1                       |  |
| Fiore di prugno      | 梅花          | Méi Huā      | Moi fa           | 2                       |  |
| Sollevare il passo   | 拔步          | Bá Bù        | Bat Bo           | 5                       |  |
| Pugilato concatenato | 連環拳        | Liánhuánquán | Lein Wan         | 9                       |  |
| Metodo della figura  | 式法          | Shì Fǎ       | Sik Fot          | 10                      |  |

L'ordine di apprendimento varia, seppur di poco, da scuola a scuola. Se ci sono pochissime eccezioni all'insegnamento di Duan Da e Mei Hua come forme introduttive, le successive tre forme corte possono essere insegnate secondo l'ordine Wu Yi - Chuan Xin - Ba Bu, oppure Chuan Xin - Wu Yi - Ba Bu o ancora Wu Yi - Ba Bu - Chuan Xin, a seconda di quale aspetto si ritiene caratterizzi la difficoltà di apprendimento: quello puramente tecnico o quello squisitamente fisico/atletico.
Oltre ai 10 Taolu, Gu Ruzhang era molto versato ed insegnava Tieshazhang (鐵沙掌) e Xiao jinzhong (小金鍾), l'uso delle armi (Meihua shuangdao -梅花雙刀-, Tilan qiang -提攔槍-, Ersi qiang -二四槍-, Longxingjian -龍形劍-, Damo jian -達摩劍-, Wuhu qin yang gun -五虎擒羊棍-), ed altri Taolu addizionali come Lianbuquan, Tantui (十路彈腿).

## Il Bei shaolin di Han Qingtang (韓慶堂)
Questa scuola diffusa principalmente a Taiwan e negli Stati Uniti è l'insieme degli apprendimenti del maestro Han Qingtang. Anche chiamato Bei Shaolin Changquan (北少林长拳) si riferisce proprio alla categoria a cui appartengono gli stili che compongono la scuola, tutti del nord della Cina.
Dallo Zhongyang Guoshu Guan (中央國術館):
- 連步拳, Lianbuquan;
- 功力拳, Gongliquan;
- 十路彈腿, Shilu Tantui.
- 初級拳, Chujiquan;
- 中級拳, Zhongjiquan.

Dal Jiaomen Changquan (教门长拳, pugilato lungo dei musulmani):
- 三路炮拳, san lu Paoquan;
- 四路查拳, si lu Chaquan;
- 四路奔打, si lu benda;

Dal Meihuaquan (in questo caso si compone di tre forme):
- 埋伏, Maifu
- 十字趟, Shizitang;
- 太祖長拳, Taizu Changquan.

Altro:
- 六合拳, Liuhequan, forme di Yangshi Taijiquan, di Yangqingquan, di Hongjiaquan, di Qixing Tanglangquan, di Ditangquan, di Luohanquan, ecc.

Qixie (le armi):
- 七星單刀, Qixing dandao;
- 八卦單刀, Bagua dandao;
- 五虎斷門刀, wuhu duanmen dao;
- 龍虎雙刀, Longhu shuangdao;
- 行者棍, Xingzhe gun;
- 九龍棍, Jiulong gun;
- 盤龍棍, Panlong gun;
- 少林棍, Shaolin gun;
- 五虎群羊棍, Wuhu qunyang gun;
- 天龍八棍, Tianlong ba gun;
- 三才劍, Sancaijian (dallo Zhongyang Guoshu Guan;
- 昆吾劍, Kunwujian;
- 戚門劍, Qimen jian;
- 子午乾坤劍, Ziwu qiankun jian (dalla Jingwu Tiyu Hui);
- 青萍劍, Qingpingjian;
- 赤兔劍, Chitujian;
- 滿江紅劍, Manjianghongjian;
- 八仙劍, Baxianjian;
- 太極劍, Taijijian;
- 龍鳳雙劍; Longfeng shuangjian;
- 鴛鴦雙劍, Yuanyang shuangjian;
- 少林槍, Shaolin qiang;
- 楊家槍, Yangjiaqiang;
- ecc.

Duilian (che in questa scuola vengono chiamati Duida):
- 大 e 小五手, da e xiao wushou (un Duida a mano nuda);
- 空手對打, Kongshou duida;
- 三人空手對打, san ren kongshou duida;
- 擒拿對打, Qinna duida;
- 空手奪單刀, Kongshou duo dandao;
- 三才對劍, Sancai dui jian;
- 單刀進槍, dandao jin qiang;
- 雙刀進槍, shuangdao jin qiang;
- 三節棍進槍, sanjiegun jin qiang;
- 大刀進槍, dadao jin qiang;
- 雙手帶進槍, shuangshou dai jin qiang;
- 空手進槍, Kongshou jin qiang;
- 空手奪匕首, Kongshou duo Bishou;
- 空手奪雙匕首, Kongshou duo shuang Bishou;
- 棍對棍, gun dui gun;
- 棍對槍, gun dui qiang;